# Andreas Statzkowski

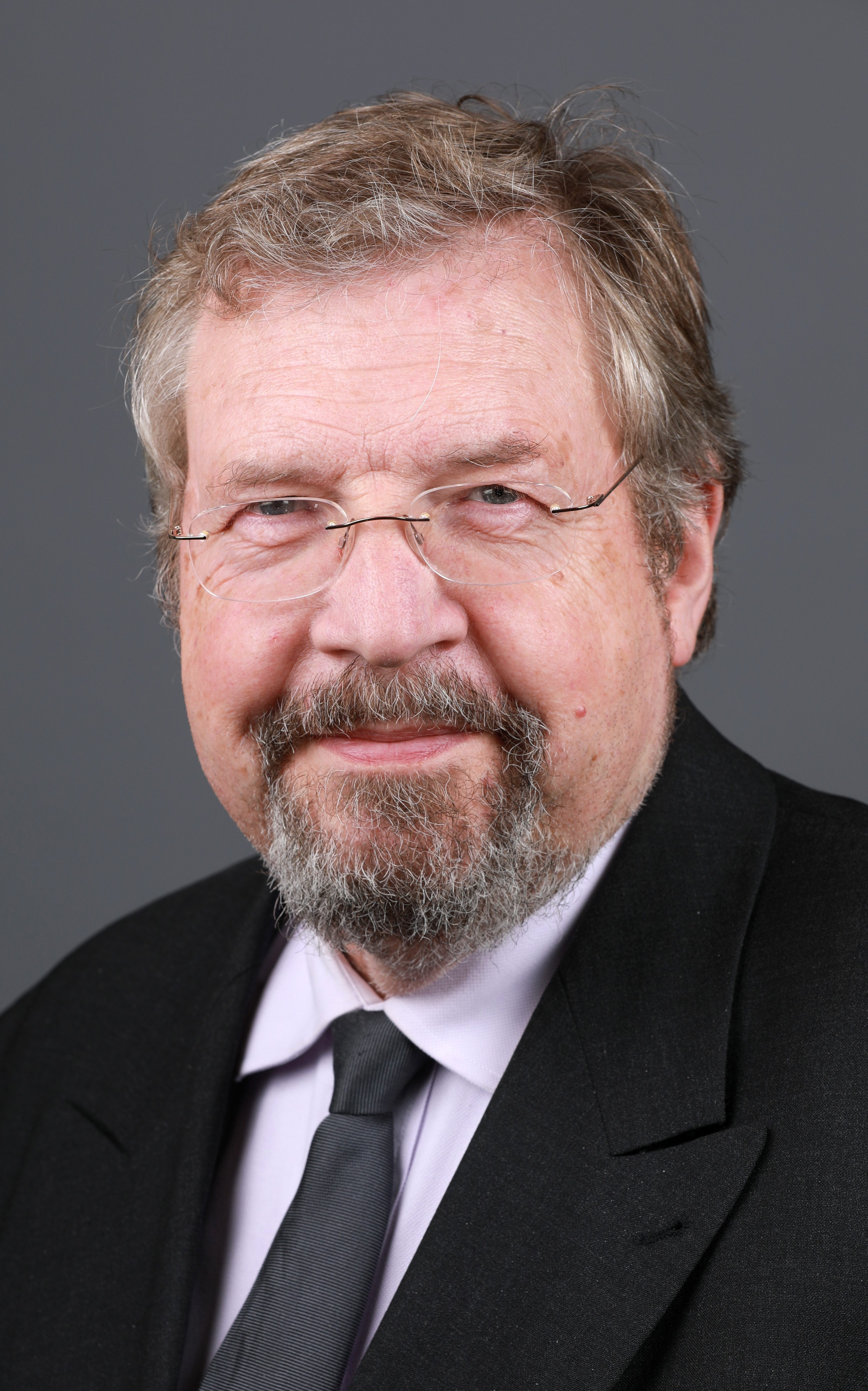
Andreas Statzkowski (2017)

Andreas Statzkowski (* 20. Juli 1956 in Berlin) ist ein deutscher Politiker (CDU). Er war von 2006 bis 2011 sowie erneut von 2016 bis 2021 Mitglied des Abgeordnetenhauses von Berlin. Von 2011 bis 2016 war er Staatssekretär in der Senatsverwaltung für Inneres und Sport. Seit 2018 ist er Präsident des Berliner Leichtathletik-Verbandes.

## Leben
Andreas Statzkowski legte 1975 sein Abitur ab und nahm im direkten Anschluss ein Lehramts-Studium mit zwei Wahlfächern an der Pädagogischen Hochschule und der Technischen Universität Berlin auf. Nach dem Abschluss 1983 war er bis 1985 im Referendariat an der Katholischen Schule St. Franziskus, das er mit dem 2. Staatsexamen beendete. Von 1985 bis 1992 arbeitete er an dieser Schule als Lehrer.

## Politik
Andreas Statzkowski trat 1973 der Jungen Union Berlin (JU) und der CDU bei. Für die Junge Union übernahm er die Aufgabe des stellvertretenden und später auch des Vorsitzenden der JU in Charlottenburg. In seiner Studentenzeit war er zudem Vorsitzender des Ring Christlich-Demokratischer Studenten Berlin. Innerhalb der CDU übernahm er den Vorsitz des Ortsverbandes Charlottenburg-West und den stellvertretenden Kreisvorsitz der CDU Charlottenburg-Wilmersdorf.
Von 1989 bis 1992 war er Mitglied der Bezirksverordnetenversammlung in Bezirk Charlottenburg und dort stellvertretender Fraktionsvorsitzender. Von 2001 bis 2005 war er Mitglied der Bezirksverordnetenversammlung im Bezirk Charlottenburg-Wilmersdorf und dort Fraktionsvorsitzender. Zudem hatte er im Jahr 2001 auch das Amt des Bezirksbürgermeisters inne.
Statzkowski wurde bei der Wahl im September 2006 erstmals in das Abgeordnetenhaus von Berlin gewählt. Im Parlament war er Mitglied im Ausschuss für Verwaltungsreform, Kommunikations- und Informationstechnik, im Ausschuss für Bildung, Jugend und Familie sowie im Ausschuss für Sport. Für seine Fraktion war er zudem Sprecher für den Bereich Verwaltungsreform, Kommunikations- und Informationstechnik, sowie Sport. Bei der Wahl im September 2011 konnte er sich mit 39,9 % der Stimmen im Wahlkreis Charlottenburg-Wilmersdorf 2 durchsetzen und ein Direktmandat für das Abgeordnetenhaus erlangen.
Auf Beschluss des Berliner Senats vom 5. Dezember 2011 wurde er zum Staatssekretär in der Senatsverwaltung für Inneres und Sport ernannt, woraufhin er aus dem Abgeordnetenhaus ausschied. Als Staatssekretär verantwortete er die Bereiche „landesweite Querschnittsaufgaben“ einschließlich der Wahrnehmung der Aufgabe des Landes-CIO (Verantwortlicher für Informations- und Kommunikationstechnik) und „Sport“.
Statzkowski wurde bei der Wahl im September 2016 als Direktkandidat mit 28,6 % der Erststimmen über den Wahlkreis Charlottenburg-Wilmersdorf 2 erneut in das Berliner Abgeordnetenhaus gewählt. Am 26. Oktober 2016 schied er gemäß Beamtenstatusgesetz in Verbindung mit dem Landesbeamtengesetz als Staatssekretär aus der Senatsverwaltung aus und wurde in den einstweiligen Ruhestand versetzt. Er trat bei der Wahl im September 2021 nicht erneut an.
Am 13. Dezember 2024 wurde er vom Regierenden Bürgermeister Kai Wegner zum Stadtältesten von Berlin ernannt.